# Observatório Nacional de Kitt Peak
O Observatório Nacional de Kitt Peak é um observatório astronômico dos Estados Unidos localizado a 2 096 metros (6 880 pés) de altitude na montanha Kitt Peak no Deserto de Sonora dentro da Reserva do Povo Tohono O'odham. Com 24 telescópios ópticos e 2 rádio telescópios, é a área que reúne a maior diversidade de instrumentos astronômicos do mundo. O observatório é administrado pelo National Optical Astronomy Observatories (NOAO).

## Informações gerais
Kitt Peak foi escolhida pelo seu primeiro diretor, Aden B. Meinel, em 1958 como o local para um observatório nacional contratado pela Fundação Nacional da Ciência e era administrado pela Association of Universities for Research in Astronomy.
as the site for a national observatory under contract with the National Science Foundation (NSF) and was administered by the Association of Universities for Research in Astronomy. As terras foram arrendadas pelos Tohono O'odham através de um contrato perpétuo, sendo devido a quantia anual de 25 centavos de dólar por acre. O segundo diretor (1960 a 1971) foi Nicholas Mayall. Em 1982 o NOAO foi formado para consolidar o gerenciamento de três observatórios ópticos — Kitt Peak; as instalações do National Solar Observatory em Kitt Peak e Sacramento Peak, Novo México e o Observatório inter-americano de Cerro Tololo no Chile. Em 2005 o Povo Tohono O'odham moveu uma ação contra a Fundação Nacional de Ciência para cessar a construção de um detector de raios gama nos Jardins do Espírito Sacrado I'itoi, que ficava logo abaixo do cume.